# Pilea manniana
Pilea manniana är en nässelväxtart som beskrevs av Hugh Algernon Weddell. Pilea manniana ingår i släktet pileor, och familjen nässelväxter. Inga underarter finns listade i Catalogue of Life.